# SVS Merkstein
Der SVS Merkstein (offiziell: Sportverein Streiffeld 1919 Merkstein e.V.) ist ein Sportverein aus dem Herzogenrather Stadtteil Merkstein in der Städteregion Aachen. Die erste Fußballmannschaft spielte elf Jahre in der höchsten mittelrheinischen Amateurliga.

## Geschichte
Der Verein wurde im Jahre 1919 als SV Merkstein-Streiffeld gegründet. Nach vielen Jahrzehnten in unteren Spielklassen gelang im Jahre 1947 der Aufstieg in die Bezirksklasse. Zwei Jahre später sicherte sich die Mannschaft die Meisterschaft und stieg in die neu geschaffene Landesliga auf, die ab 1949 die höchste mittelrheinische Amateurliga bildete. Ein Jahr später nahm der Verein seinen heutigen Namen an.
Die frühen 1950er Jahre waren die erfolgreichste Zeit des SVS. 1952 wurden die Merksteiner Vizemeister mit einem Punkt Rückstand auf Viktoria Alsdorf. Ein Jahr später wurde der SVS Vizemeister hinter der SpVg Frechen 20. Im Saisonverlauf konnte der SV Eilendorf mit 10:0 geschlagen werden. Im Jahre 1956 qualifizierte sich die Mannschaft für die neu geschaffene Verbandsliga Mittelrhein, aus der sie vier Jahre später abstiegen. 1963 später stiegen die Merksteiner auch aus der Landesliga ab. 
Nach einem zwischenzeitlichen Wiederaufstieg ging es 1968 erneut in die Bezirksklasse runter. Im Jahre 2002 zog der Verein trotz sportlich erreichten Klassenerhalts seine Mannschaft aus der Bezirksliga in die Kreisliga A zurück. Seither pendelt der Klub zwischen den Kreisligen Aachens. Seit 2021 bildet der SVS mit dem Lokalrivalen Concordia Merkstein die Spielgemeinschaft FSG Merkstein.

## Persönlichkeiten
- Heinz-Josef Ackermann